# NHK小山竹之下テレビ中継局
NHK小山竹之下テレビ中継局（エヌエイチケイおやまたけのしたテレビちゅうけいきょく）は、静岡県駿東郡小山町にかつて存在したNHK静岡放送局のアナログテレビ中継局である。

## 中継局概要
| 放送局名     | チャンネル | 空中線電力        | ERP                 | 放送対象地域 | 放送区域 内世帯数 | 放送終了日    |
| NHK静岡 教育 | 58ch       | 映像1W/ 音声250mW | 映像2.8W/ 音声690mW | 全国         | 約-世帯           | 2011年7月24日 |
| NHK静岡 総合 | 60ch       | 映像1W/ 音声250mW | 映像2.8W/ 音声690mW | 静岡県       | 約-世帯           | 2011年7月24日 |

- 2011年7月24日の停波をもって全局廃局となった。

## 所在地
- 小山町竹之下（JR御殿場線足柄駅北東高地）

## 放送エリア・その他
- 小山町の竹之下地区をカバーしていた。